# Malá vodní elektrárna Nové Mlýny
Malá vodní elektrárna Nové Mlýny na řece Dyji, provozovaná společností Povodí Moravy, se nachází vlevo od přelivu v hrázi Novomlýnské nádrže. Byla uvedena do provozu roku 1989 a využívá dvě turbíny, přičemž jedna Kaplanova turbína má výkon 2,3 MW a hltnost 30 m³/s a druhá přidaná dodatečně pro využití asanačního průtoku má výkon 0,2 MW a hltnost 4 m³/s.